# Chalcosyrphus acoetes
Chalcosyrphus acoetes är en tvåvingeart som först beskrevs av Seguy 1948.  Chalcosyrphus acoetes ingår i släktet mulmblomflugor, och familjen blomflugor. Inga underarter finns listade i Catalogue of Life.